# Патриція Маккілліп
Патриція Енн Маккілліп (англ. Patricia A. McKillip; 29 лютого 1948 — 6 травня 2022) — американська письменниця у жанрі фентезі та наукової фантастики. Лауреатка багатьох літературних нагород, як-от: Всесвітня премія фентезі, премія «Локус», Міфопоетична премія, Всесвітня премія фентезі: «За заслуги перед жанром» тощо.

## Біографія
Народилася 29 лютого 1948 року у місті Сейлем, Орегон, США. Її батько служив офіцером у Повітряних силах США, тому деяку частину свого дитинства майбутній письменниці довелося провести в Англії та Німеччині (1958—1962). Першою літературною спробую Патриції стала казка, яку вона написала у чотирнадцятирічному віці.
Здобула ступінь бакалавра (1971) та магістра (1973) в Університеті Сан Хосе, де спеціалізувалась на англійській мові та літературі. Перед тим як повністю присвятити себе письменницькій діяльності, вона працювала концертною піаністкою. 1973 року світ побачили перші дві книги письменниці — «Будинок на Пергаментній вулиці» (англ. The House on Parchment Street) та «Троум Ерріла з Шерілла» (англ. The Throme of the Erril of Sherril). З того часу видала декілька книжкових серій та велику кількість самостійних романів та оповідань, які принесли їй цілу низку перемог та номінацій на престижні літературні нагороди. Віднедавна письменниця співпрацює з художницею-ілюстраторкою Кінуко Я. Крафт, яка створює обкладинки для її книг. Одружена з поетом Девідом Лунде. Проживала в Орегоні.
Патриції Маккілліп, зокрема, належать такі слова:
|  | Я пишу фентезі через те, що воно існує. Більше жодним чином не можу знайти виправдання тому, що декілька годин на день я сиджу та розважаю свою уяву, мріючи та вигадуючи уявних людей та неймовірні місцини. Оригінальний текст (англ.) I write fantasy because it’s there. I have no other excuse for sitting down for several hours a day indulging my imagination. Daydreaming. Thinking up imaginary people, impossible places. |

Патриція Маккілліп померла 6 травня 2022 року.

## Визнання
- 1975 — лауреатка Всесвітньої премії фентезі за роман «Забуті звірі Ельди» (англ. The Forgotten Beasts of Eld);
- 1980 — лауреатка премії «Локус» за роман «Арфіст на вітрі» (англ. Harpist in the Wind);
- 1985 — лауреатка премії «Балрог» за опоідання «Троль та дві троянди» (англ. A Troll and Two Roses);
- 1995 — лауреатка Міфопоетичної премії за роман «Щось багате та дивне» (англ. Something Rich and Strange);
- 2003 — лауреатка Міфопоетичної премії за роман «Омбрія у тіні» (англ. Ombria in Shadow);
- 2003 — лауреатка Всесвітньої премії фентезі за роман «Омбрія у тіні» (англ. Ombria in Shadow);
- 2006 — лауреатка Премії уяви «Омбрія у тіні» (англ. Ombria in Shadow);
- 2007 — лауреатка Міфопоетичної премії за роман «Ліс сонцестояння» (англ. Solstice Wood);
- 2008 — лауреатка Всесвітньої премії фентезі: «За заслуги перед жанром»;
- 2017 — лауреатка Міфопоетичної премії за роман «Рибалочка» (англ. Kingfisher).

### Серія «Володар загадок»
- The Riddle-Master of Hed, 1976 — «Володар загадок»;
- Heir of Sea and Fire, 1977 — «Спадкоємиця моря та вогню»;
- Harpist in the Wind, 1979 — «Арфіст на вітрі».

### Серія «Лебідь»
- The Sorceress and the Cygnet, 1991 — «Чарівниця та лебідь»;
- The Cygnet and the Firebird, 1993 — «Лебідь та жар-птиця».

### Серія «Киреол»
- Moon-Flash, 1984 — «Місяць-спалах»;
- The Moon and the Face, 1985 — «Місяць та обличчя».

### Самостійні романи
- The House on Parchment Street, 1973 — «Будинок на Пергаментній вулиці»;
- The Throme of the Erril of Sherril, 1973 — «„Троум Ерріла з Шерілла“»;
- The Forgotten Beasts of Eld, 1974 — «Забуті звірі Ельди»;
- The Night Gift, 1976 — «Нічний подарунок»;
- Stepping from the Shadows, 1982 — «Вихід з тіні»;
- Fool's Run, 1987 — «Біг дурня»;
- The Changeling Sea, 1988 — «Мінливе море»;
- Something Rich and Strange, 1984 — «Щось багате та дивне»;
- The Book of Atrix Wolfe, 1995 — «Книга про атрікського вовка»;
- Winter Rose, 1996 — «Зимова троянда»;
- Song for the Basilisk, 1998 — «Пісня для василіска»;
- The Tower at Stony Wood, 2000 — «Вежа у кам'яному лісі»;
- Ombria in Shadow, 2002 — «Омбрія у тіні»;
- The Forests of Serre, 2003 — «Ліси Серре»;
- Alphabet of Thorn, 2004 — «Алфавіт Торна»;
- Od Magic, 2005 — «Одова магія»;
- Solstice Wood, 2006 — «Ліс сонцестояння»;
- The Bell at Sealey Head, 2008 — «Дзвін та голова Сілі»;
- The Bards of Bone Plain, 2010 — «Барди долини кісток»;
- Kingfisher, 2016 — «Рибалочка».

### Збірки
- Harrowing the Dragon, 2005 — «Терзання дракона»;
- Wonders of the Invisible World, 2012 — «Дива невидимого світу»;
- Dreams of Distant Shores, 2016 — «Сни далеких берегів».